# Syntrechalea brasilia
Syntrechalea brasilia là một loài nhện trong họ Trechaleidae.
Loài này thuộc chi Syntrechalea. Syntrechalea brasilia được miêu tả năm 2008 bởi Carico.